# Bullina nobilis
Bullina nobilis is een slakkensoort uit de familie van de Aplustridae. De wetenschappelijke naam van de soort is voor het eerst geldig gepubliceerd in 1950 door Habe.